# Bernard Adamecki
Bernard Antoni Adamecki, ps. Bocian, Dyrektor Gozdawa, Doktor, Grabiec, Parasol (ur. 12 lipca 1897 w Marklowicach Dolnych, zm. 7 sierpnia 1952 w Warszawie) – oficer pilot obserwator Wojska Polskiego II Rzeczypospolitej i ludowego Wojska Polskiego.

## Życiorys

### Dzieciństwo i młodość
Urodził się w rodzinie Bernarda, rolnika, i Józefiny z domu Kijonka. Uczęszczał do szkoły powszechnej w Marklowicach Dolnych, a od 1912 do seminarium nauczycielskiego w Bobrku. Zdał maturę w lipcu 1916. Od jesieni 1916 brał udział w I wojnie światowej w szeregach armii austriackiej, walcząc m.in. na froncie rosyjskim i bałkańskim. W 1917 ukończył Szkołę Oficerów Rezerwy Piechoty w stopniu podporucznika. W listopadzie 1918 wstąpił do Wojska Polskiego. Dowodził polskimi wojskami podczas walk z Czechami o Śląsk Cieszyński; był trzykrotnie ranny.
W 1920 na własną prośbę został przeniesiony do lotnictwa. W 1921 ukończył Oficerską Szkołę Obserwatorów Lotniczych w Toruniu, a następnie Niższą Szkołę Pilotów w Bydgoszczy, po których został pilotem w 6. eskadrze w Krakowie. Od 1924 dowodził eskadrami w Oficerskiej Szkole Lotnictwa i Szkole Podchorążych Lotnictwa w Dęblinie i 3 pułku lotniczym w Poznaniu. Od marca 1933 do listopada 1934 dowodził 35. eskadrą liniową, a od listopada 1934 do grudnia 1936 stał na czele 33. eskadry towarzyszącej. 27 czerwca 1935 roku awansował na majora ze starszeństwem z dniem 1 stycznia 1935 roku i 6. lokatą w korpusie oficerów aeronautyki. W latach 1937–1939 służył w Wyższej Szkole Lotniczej w Warszawie jako wykładowca. Na stopień podpułkownika został mianowany ze starszeństwem z 19 marca 1939 i 14. lokatą w korpusie oficerów lotnictwa, grupa liniowa. Krótko przed wybuchem wojny przeszedł do Sztabu Głównego WP.

### II wojna światowa
Uczestniczył w wojnie obronnej 1939 jako szef sztabu Dowództwa Lotnictwa Armii „Modlin” gen. Emila Krukowicza-Przedrzymirskiego; był ranny. Dostał się do niewoli niemieckiej, z której został wkrótce zwolniony na skutek starań rodziny. Na przełomie 1939/1940 zaangażował się w działalność konspiracyjną w ZWZ. Na początku 1940 zorganizował i stanął na czele Szefostwa Lotnictwa (krypt. „Bociany”, później „Parasol”), działającego w ramach Oddziału V Łączności, a następnie Oddziału III Operacyjno-Szkoleniowego KG ZWZ-AK. W latach 1940–1944 zorganizował 483 zrzuty do okupowanej Polski. W kwietniu 1943 awansował do stopnia pułkownika. Uczestniczył w powstaniu warszawskim; podczas walk został ranny. W niewoli niemieckiej przebywał w oflagu przejściowym Oflag VII B Lamsdorf (Łambinowice), a następnie w oflagu II C Woldenberg.

### Okres powojenny
Po wyzwoleniu obozów w 1945 powrócił do Polski i wstąpił do LWP. Najpierw został dublerem radzieckiego komendanta Wojskowej Szkoły Pilotów w Dęblinie, a następnie dublerem komendanta Wojskowej Szkoły Technicznej w Boernerowie. Pod koniec 1946 objął funkcję komendanta tej uczelni. Miał być awansowany do stopnia generała brygady, ale ze względu na kłopoty zdrowotne w grudniu 1949 został przeniesiony do rezerwy i jednocześnie odszedł na emeryturę.

### Aresztowanie, więzienie i śmierć

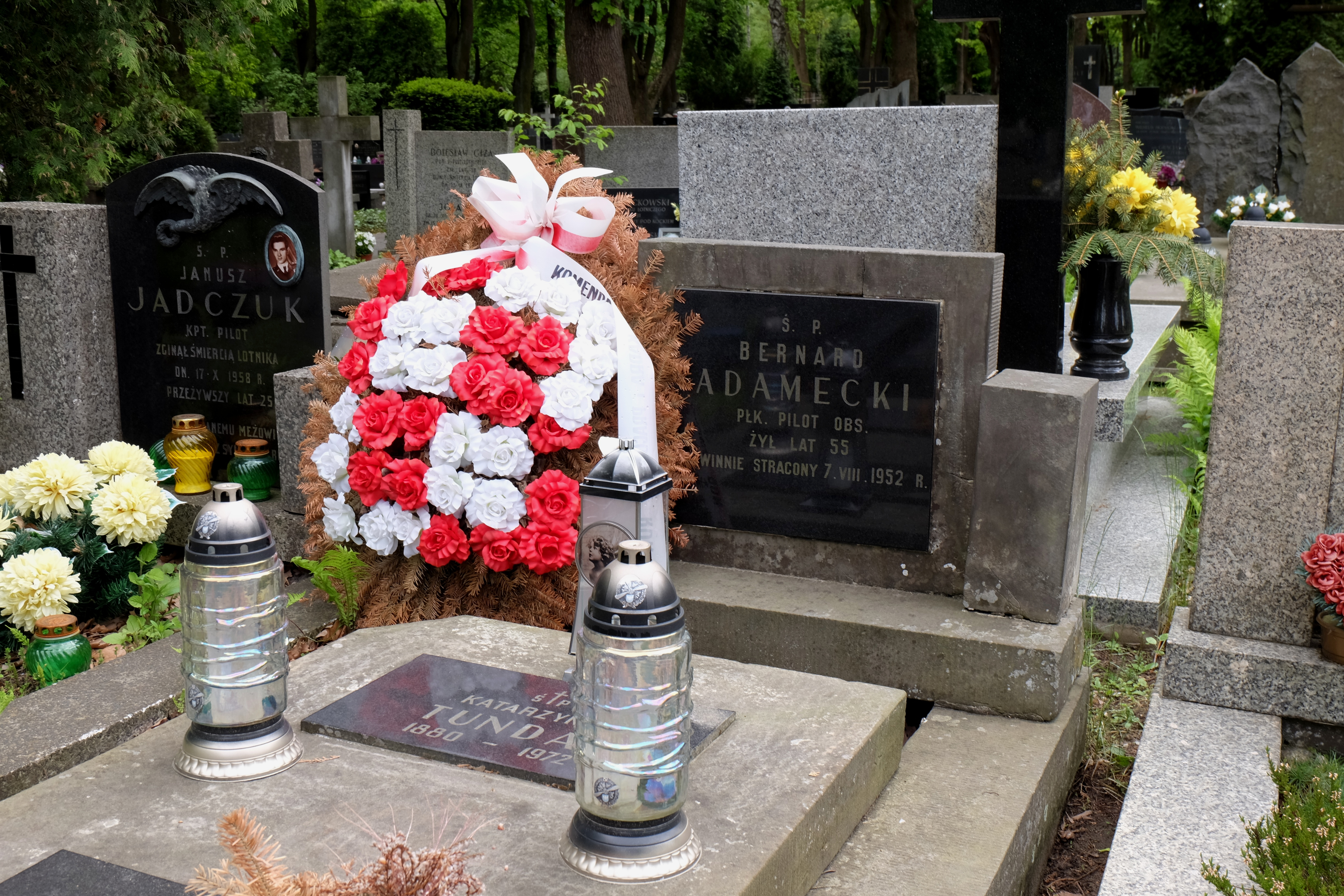
Grób symboliczny pilota Bernarda Adameckiego na Cmentarzu Wojskowym na Powązkach w Warszawie

21 października 1950 został aresztowany w szpitalu oraz oskarżony o szpiegostwo i spiskowanie przeciwko Polsce Ludowej. Podczas brutalnego przesłuchania był torturowany, pod jego wpływem przyznał się do rzekomej winy. W więzieniu próbował popełnić samobójstwo, nie mogąc pogodzić się z narzuconą mu rolą.
Został objęty procesem tzw. grupy kierowniczej konspiracji Wojsk Lotniczych, który rozpoczął się 8 maja 1952 (nie dopuszczono do niego obrony). Był to jeden z procesów "odpryskowych" tzw. procesu generałów.  W akcie oskarżenia zarzucono mu tworzenie na polecenie Franciszka Hermana organizacji konspiracyjnej w Wojskach Lotniczych, a następnie wejście w skład jej kierownictwa. Celem oskarżonych miało być obalenie siłą władz państwa i działalność szpiegowska. 13 maja 1952 został skazany wraz z płk Augustem Menczakiem, płk. Józefem Jungravem, płk. Władysławem Minakowskim, płk. Szczepanem Ścibiorem i płk. Stanisławem Michowskim przez Najwyższy Sąd Wojskowy pod przewodnictwem płk Piotra Parzenieckiego, na podstawie art.86 § 1 i 2 Kodeksu Karnego Wojska Polskiego na karę śmierci, pomimo że prokurator żądał dla niego długoletniego więzienia. 7 sierpnia tego roku został stracony w więzieniu mokotowskim. 26 kwietnia 1956 Najwyższy Sąd Wojskowy wznowił postępowanie w jego sprawie, a dzień później Naczelna Prokuratura Wojskowa umorzyła je z powodu braku dowodów winy.

## Ordery i odznaczenia
- Krzyż Złoty Orderu Wojennego Virtuti Militari nr 171
- Krzyż Srebrny Orderu Wojskowego Virtuti Militari
- Krzyż Komandorski z Gwiazdą Orderu Odrodzenia Polski (pośmiertnie, 16 września 2010)[6]
- Order Krzyża Grunwaldu III klasy
- Krzyż Walecznych (dwukrotnie)
- Złoty Krzyż Zasługi (9 stycznia 1947)[7]
- Krzyż Partyzancki
- Srebrny Krzyż Zasługi (25 maja 1929)[8][3]
- Krzyż Armii Krajowej (pośmiertnie)
- czechosłowacka Odznaka Pilota (1929)[9]

## Upamiętnienie
Pochowany jest symbolicznie w Kwaterze na Łączce na Cmentarzu Wojskowym na Powązkach w Warszawie. 27 kwietnia 1956 dokonano jego rehabilitacji. Raport Komisji Mazura. [dostęp 2009-03-09]. [zarchiwizowane z tego adresu (2012-10-27)]. wymienia Bernarda Adameckiego z nazwiska jako bezzasadnie skazanego na śmierć.
Jego nazwiskiem nazwano jedną z ulic w Marklowicach Górnych.
11 listopada 2006 w Cieszynie w budynku Uniwersytetu Śląskiego dokonano odsłonięcia tablicy pamiątkowej poświęconej jego pamięci. Głównym inicjatorem nadania ulicy był Stanisław Adamczyk – mieszkaniec Ustronia.
Decyzją Rady Dzielnicy Warszawa Bemowo rondo przy zbiegu ulic Radiowej i Kaliskiego nosi od 20 czerwca 2012 imię Bernarda Adameckiego.
W 2019 płk pil. obs. Bernard Adamecki został patronem Centrum Szkolenia Inżynieryjno-Lotniczego w Dęblinie.